# Edda (Windmühle)

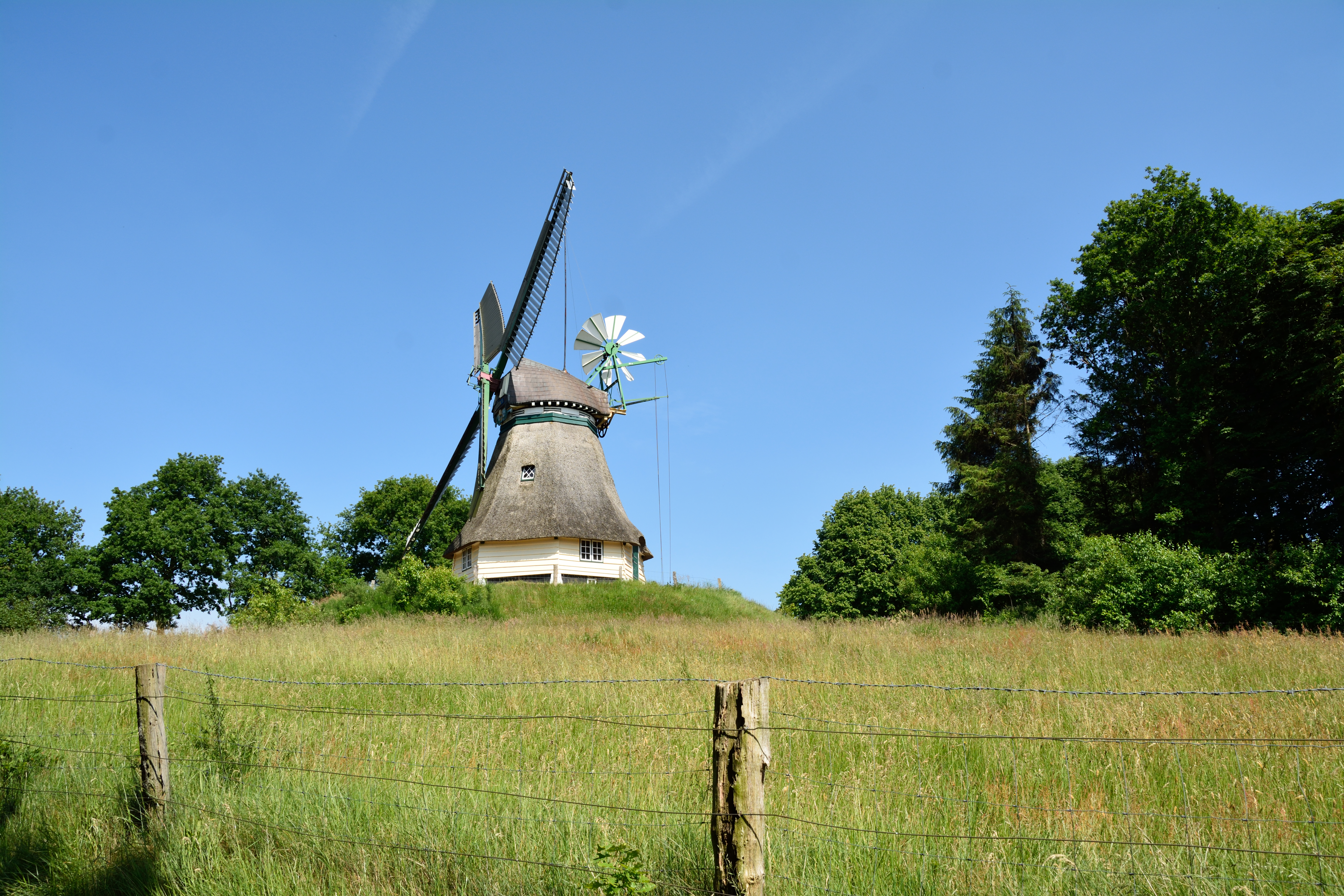
Blick auf die Windmühle von St. Michaelisdonn aus

Die Windmühle Edda in St. Michaelisdonn ist eine Holländerwindmühle von 1842 (nach anderen Angaben: 1865). Sie ist Wahrzeichen der Gemeinde und auch in deren Wappen abgebildet. Sie steht unter Objekt-ID 3108 auf der Liste der Kulturdenkmale in Sankt Michaelisdonn.

## Lage
Die Windmühle steht knapp einen Kilometer vom Ortskern von St. Michaelisdonn entfernt im Ortsteil Hopen. Sie ist nur über Rad- und Wanderwege zu erreichen. Auch der Bahnhof ist zu Fuß erreichbar. 
Da die Mühle auf einer Anhöhe am Geestrand steht, bietet sich von hier bei gutem Wetter ein guter Ausblick auf die Marsch und die sonstige Umgebung.

## Geschichte
Die Windmühle geht auf eine Bockmühle zurück, die hier bereits 1666 errichtet worden sein soll. Es wurde seinerzeit eine alte Wassermühle ersetzt, die wegen Wassermangels stillgelegt worden war. Die Datierung geht auf einen Holzbalken zurück, der die Inschrift „A.D. 1666“ trug. Als der Müllersohn und Theologe Claus Harms 1806 die Tochter des Hoper Müllers heiratete, standen die Flügel der alten Bockmühle in der Freudenschere.
Mit dem Bau der neuen Mühle, die zunächst „Immanuel“ hieß, wurde der Mühlenbauer Paul Jebens (nach anderen Angaben: Paul Jacobs) beauftragt. Seit 1886 verfügt die Mühle über Jalousieflügel, seit 1912 über eine Windrose.
Ab 1920 hieß die Mühle zunächst „Marie“, seit 1952 trägt sie ihren heutigen Namen „Edda“. Damit ist die Mühle nach der Schwiegertochter des letzten aktiven Müllers Jürgens benannt.
Von 1998 bis 2000 wurde die Mühle aufwendig saniert. Zudem wurde 2020 ein starker Holzwurmbefall in der Mühle entfernt.
Bis heute ist die Mühle im Besitz der Familie Jürgens. Sie ist nur auf Anfrage und am Deutschen Mühlentag öffentlich zugänglich.
Die 1949 unter Denkmalschutz gestellte Mühle wird seit 2019 nach Maßgabe des schleswig-holsteinischen Landesamts für Denkmalschutz in Kiel erneut saniert. Ziel des aktuellen Besitzers, eines Erben des letzten Mühlenbesitzers, ist es, die Mühle vor einem Abbau zu bewahren. Ein Teil der Sanierungskosten trägt der Donner Heimat- und Mühlenverein e. V. Der Verein hat rund 100 Mitglieder, von denen jedoch nach Angabe des Mühlenbesitzers nur ein geringer Teil aktiv ist.